# (18292) Zoltowski
(18292) Zoltowski  es un asteroide perteneciente al cinturón de asteroides, descubierto el 17 de marzo de 1977 desde la Agassiz Station del Observatorio del Harvard College, en Cambridge (Massachusetts), Estados Unidos.

## Designación y nombre
Zoltowski se designó inicialmente como 1977 FB.
Más adelante fue nombrado en honor al astrónomo aficionado australiano Frank B. Zoltowski (n. 1957).

## Características orbitales
Zoltowski orbita a una distancia media del Sol de 2,9535 ua, pudiendo acercarse hasta 2,7479 ua y alejarse hasta 3,1591 ua. Tiene una excentricidad de 0,0696 y una inclinación orbital de 2,6887° grados. Emplea en completar una órbita alrededor del Sol 1854 días.

## Características físicas
Su magnitud absoluta es 14,1. Tiene 4,638 km de diámetro. Su albedo se estima en 0,248.